# Награда „Златни кључић”
Награда „Златни кључић” додељује се за песничко стваралаштво за децу у оквиру Смедеревске песничке јесени у Смедереву .

## О Награди
Награда песнику за децу за целокупно стваралаштво. Добитника бира стручни жири манифестације „Смедеревске песничке јесени”. Награда је установљена и први пут додељена 1994. године. Награда се састоји од објављивања књиге изабраних песама по избору аутора, симбола „Златни кључић” (рад академског вајара Власте Филиповића) и новчаног износа.
Иако је од 2015. године додељивана бијенално, Организациони одбор је 2018. године донео одлуку о ануалном додељивању, поткрепљујући то тврдњом да је стваралаштво за децу ништа мање важно од осталог песничког стварања.

## Добитници

#### Од 1994. до 2000.
- 1994 — Драган Лукић
- 1995 — Љубивоје Ршумовић
- 1996 — Мира Алечковић
- 1997 — Добрица Ерић
- 1998 — Перо Зубац
- 1999 — Слободан Станишић
- 2000 — Ђорђе Радишић

#### Од 2001. до 2010.
- 2001 — Душко Трифуновић
- 2002 — Мошо Одаловић
- 2003 — Бранислав Црнчевић
- 2004 — Стеван Раичковић
- 2005 — Милован Данојлић
- 2006 — Владимир Андрић
- 2007 — Градимир Стојковић
- 2008 — Раша Попов[4]
- 2009 — Крстивоје Илић[5]
- 2010 — Лаза Лазић[6]

#### Од 2011. до 2020.
- 2011 — Мирјана Стефановић[7]
- 2012 — Драгомир Ћулафић[8]
- 2013 — није додељена
- 2014 — Поп Д. Ђурђев[9]
- 2016 — Милован Витезовић[10]
- 2018 — Јовица Тишма[11]
- 2019 — Бранко Стевановић
- 2020 — Зорица Бајин Ђукановић[12]

#### Од 2021.
- 2021 — Мирјана Булатовић[3]
- 2022 — Дејан Алексић[13]